# NGC 742
NGC 742 este o galaxie lenticulară situată în constelația Peștii. A fost descoperită în 13 decembrie 1784 de către William Herschel.